# Liste des villes de Hawaï

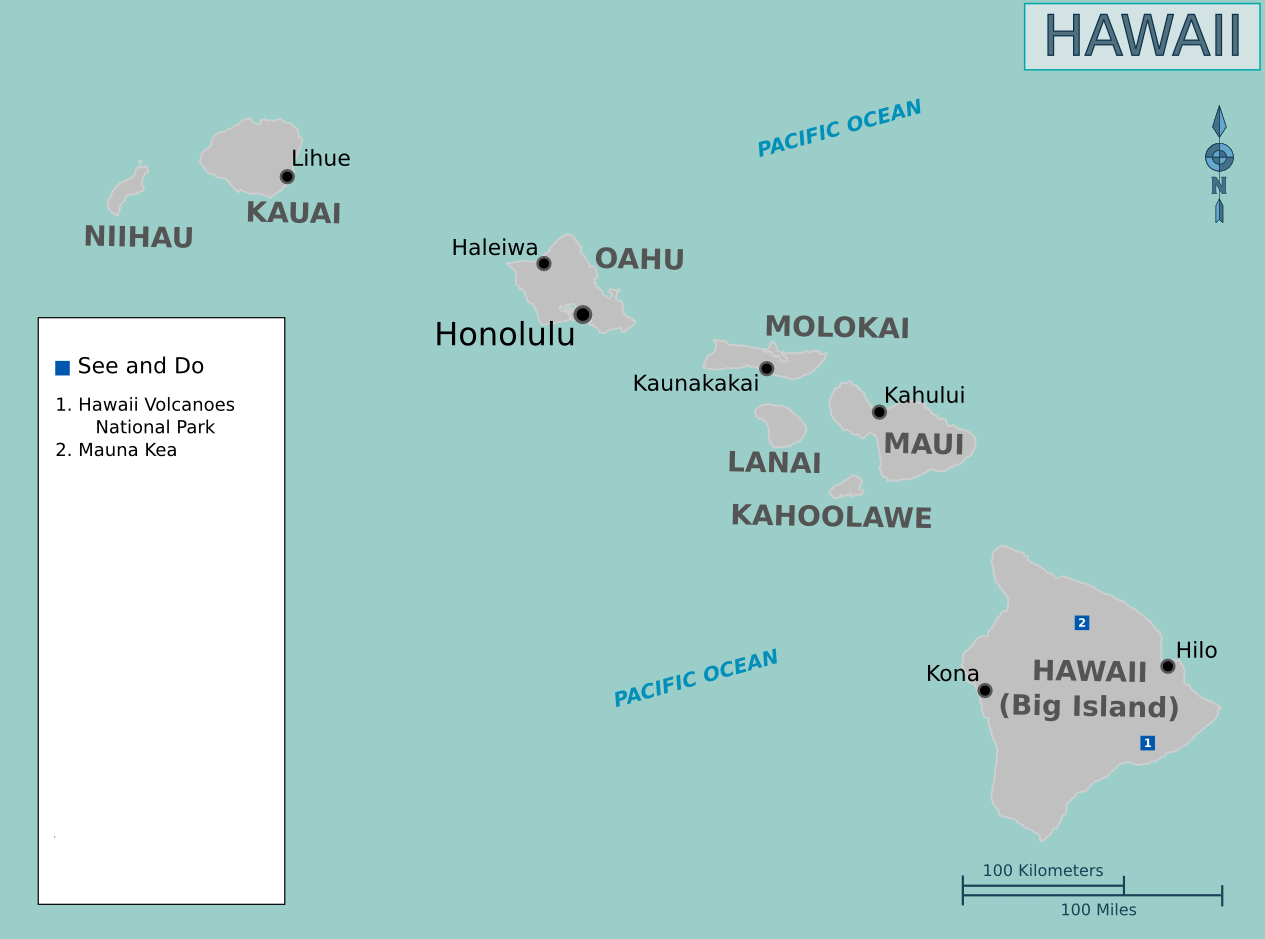
Carte d'Hawaï

Liste des principales villes de l'état d'Hawaï :
| Ville       | Population | Remarque                |
| ----------- | ---------- | ----------------------- |
| Aiea        | 9 019      | Oahu                    |
| Haleiwa     | 3 970      | Oahu                    |
| Honolulu    | 374 658    | Oahu capitale de l'État |
| Hana        | 1 235      | Maui                    |
| Hilo        | 47 181     | île d'Hawaï             |
| Kahului     | 26 337     | Maui                    |
| Kailua      | 36 513     | Oahu                    |
| Kailua-Kona | 11 975     | île d'Hawaï             |
| Kaanapali   | 1 045      | Maui                    |
| Kaunakakai  | 3 425      | Maui                    |
| Lahaina     | 11 704     | Maui                    |
| Lanai City  | 3 012      | Maui                    |
| Lihue       | 5 674      | Kauai                   |
| Eleele      | 2 040      | Kauai                   |
| Paia        | 2 499      | Maui                    |
| Pukalani    | 7 574      | Maui                    |
| Wailuku     | 15 313     | Maui                    |
| Waimanalo   | 5 451      | Oahu                    |
| Waimea      | 9 212      | île d'Hawaï             |

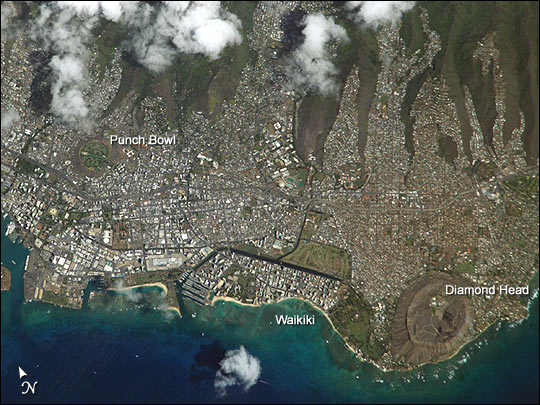
Honolulu (Image NASA).
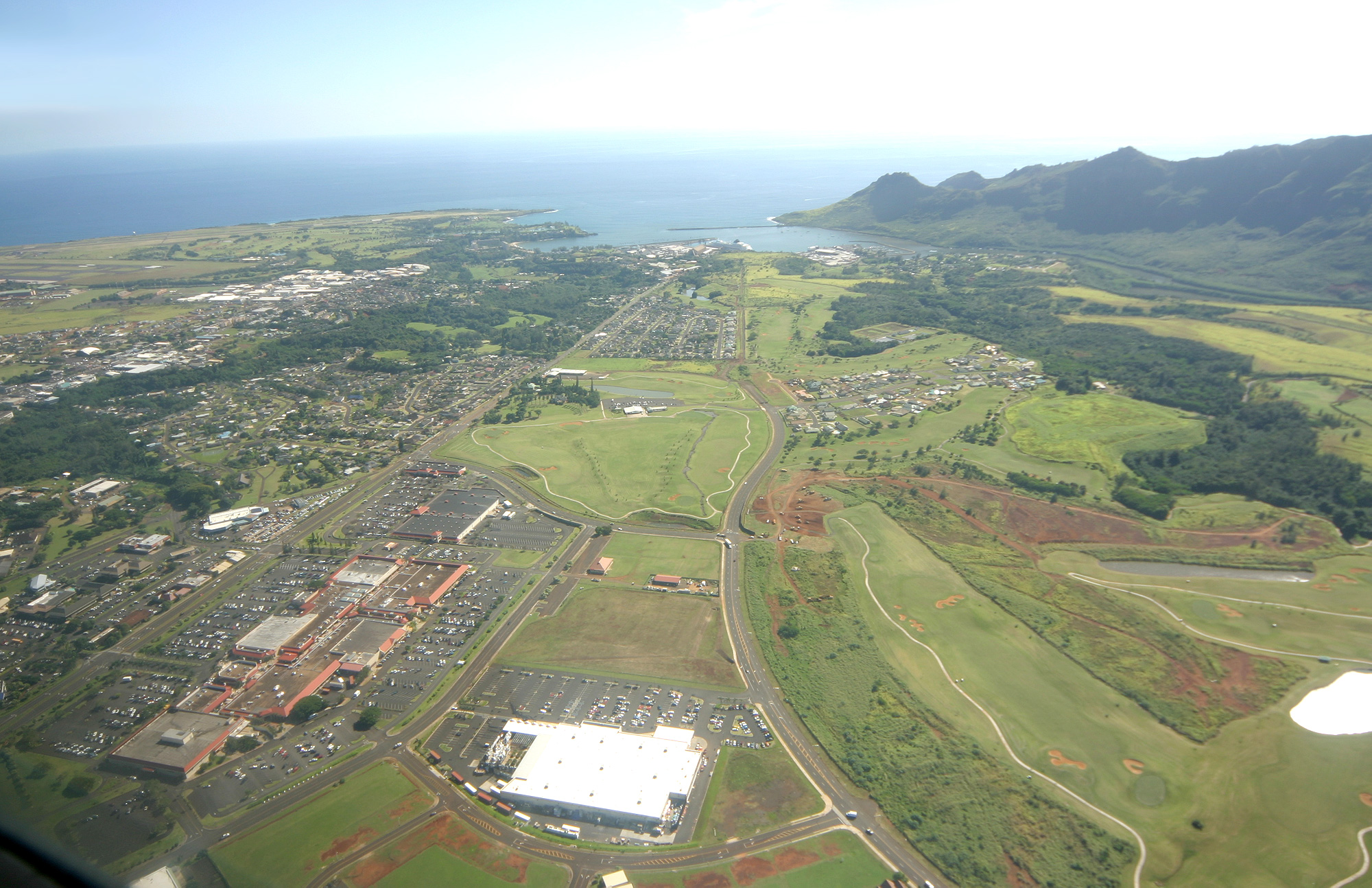
Lihue
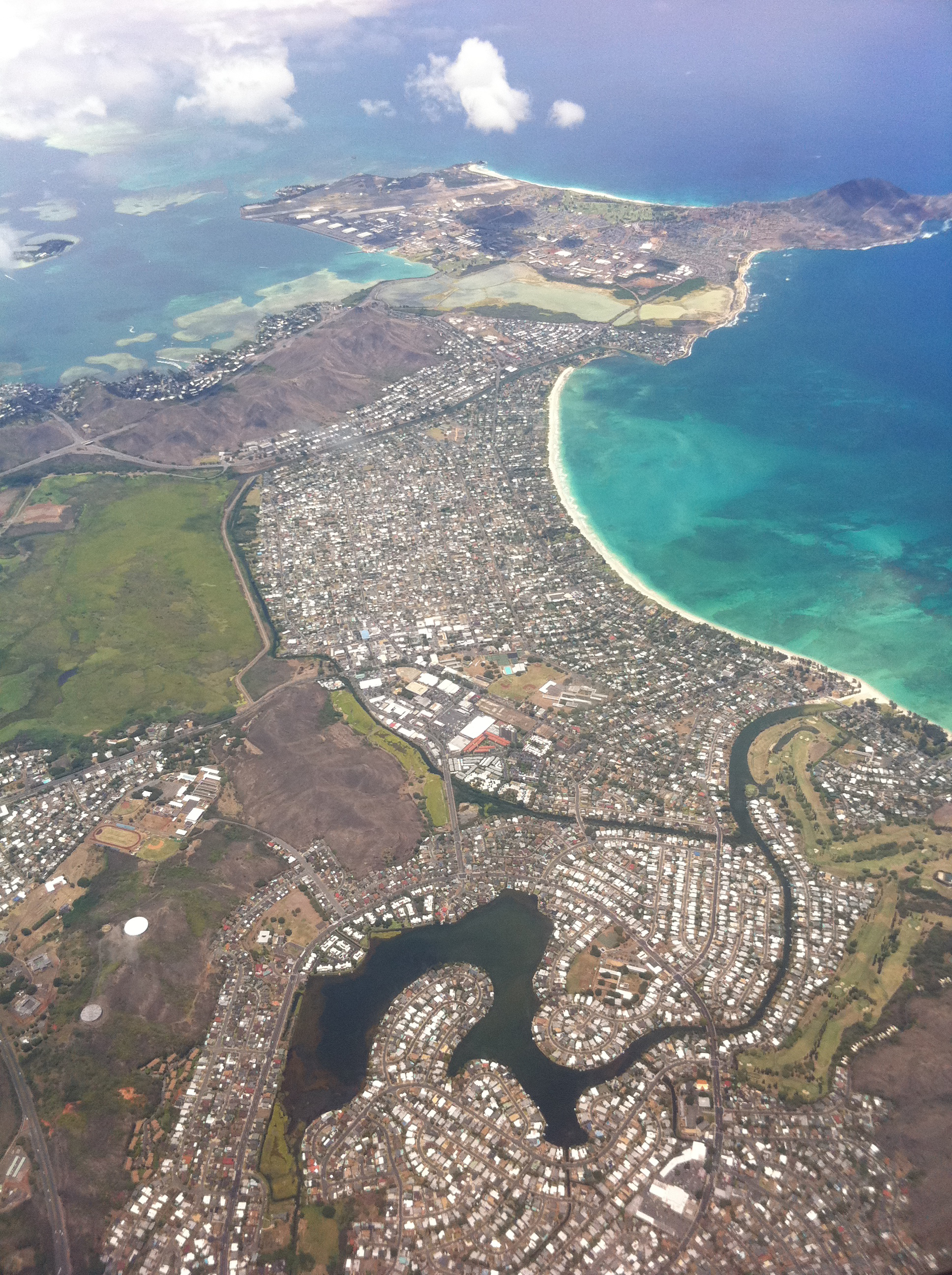
Kailua
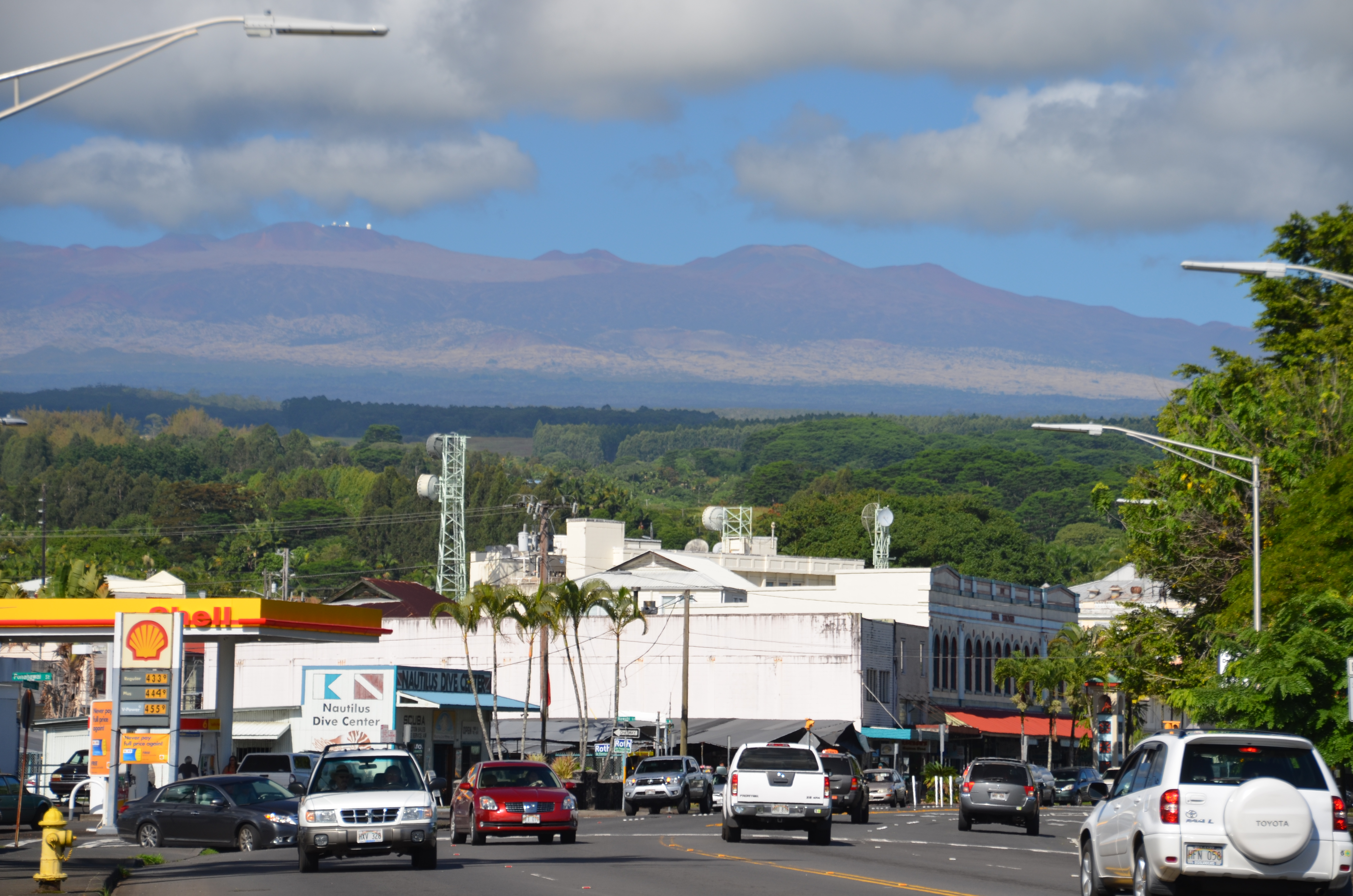
Centre de Hilo